# ريان مالون (لاعب كرة قدم)
ريان مالون (بالإنجليزية: Ryan Mallon)‏ هو لاعب كرة قدم بريطاني في مركز الهجوم، ولد في 22 مارس 1983 في شفيلد في المملكة المتحدة. لعب مع شيفيلد يونايتد ونادي سكاربورو ونادي هاليفاكس تاون ونادي يورك سيتي.

## وصلات خارجية
- ريان مالون (لاعب كرة قدم) على موقع قاعدة بيانات كرة القدم.إي يو (الإنجليزية)
- ريان مالون (لاعب كرة قدم) على موقع Soccerbase.com (لاعب) (الإنجليزية)